# سيدريك كانتي
سيدريك كانتي Cédric Kanté، من مواليد 6 يوليو 1979 في ستراسبورغ في فرنسا، لاعب كرة قدم مالي.

## مسيرته الكرويّة مع الأندية

### نادي ستراسبورغ
بدأ مسيرته الكروية مع نادي ستراسبورغ الفرنسي في عام 1999م، ولعب معهم حتى عام 2001م، وشارك معهم في 6 مباريات.

### نادي أسترس الفرنسي
في موسم 2001/2002 انتقل إلى نادي أسترس الفرنسي، ولعب معهم 16 مباراة.

### نادي فالينس الفرنسي
وفي موسم 2002/2003 انتقل إلى نادي فالينس الفرنسي، ولعب معهم 32 مباراة.

### العودة إلى ستراسبورغ
وفي عام 2003م انتقل إلى نادي ستراسبورغ الفرنسي مرة أخرى، ولعب معهم حتى عام 2006م، وشارك معهم في 90 مباراة وسجل 3 أهداف.

### الانتقال لنادي نيس الفرنسي
ومنذ عام 2006م وهو يلعب مع نادي نيس الفرنسي.

## مسيرته الكروية مع المنتخب
هو يلعب مع منتخب مالي لكرة القدم.

## روابط خارجية
- سيدريك كانتي على موقع رابطة كرة القدم الفرنسية للمحترفين (الإنجليزية)
- سيدريك كانتي على موقع قاعدة بيانات كرة القدم.إي يو (الإنجليزية)
- سيدريك كانتي على موقع ليكيب (الفرنسية)
- سيدريك كانتي على موقع ناشيونال فوتبول تيمز (الإنجليزية)
- سيدريك كانتي على موقع Soccerway.com (الإنجليزية)
- سيدريك كانتي على موقع عالم كرة القدم.نت (الإنجليزية)
- سيدريك كانتي على موقع AS.com (الإسبانية)